# Detroit Falcons (Basketball)
Detroit Falcons war der Name einer US-amerikanischen Basketballfranchise aus Detroit, Michigan, die in der Saison von 1946 bis 1947 in der BAA, der späteren NBA, spielte.

## Geschichte
Das Team wurde 1946 gegründet und spielte in der Basketball Association of America (BAA). In ihrer einzigen Saison 1946–47 erreichten sie eine Statistik von 20 Siegen und 40 Niederlagen. 1947 löste sich das Team auf.

## Saisonstatistik
| Saison  | Siege:Niederlagen | Prozent | Play-offs               |
| ------- | ----------------- | ------- | ----------------------- |
| 1946/47 | 20:40             | 33,3    | keine Teilnahme         |
| gesamt  | 20:40             | 33,3    | keine Playoff-Teilnahme |